# 藤井克之
藤井克之（1954年—2024年），已故日本墨彩畫家。以其獨特的墨彩畫風格、以及對台灣的描繪而聞名，並於日本和台灣舉辦過多次展覽。

## 生平
藤井克之於1954年生於日本中部新潟市的卷町（現西蒲區），1973年於當地高中畢業後前往大阪藝術大學就讀美術系，並在1977年畢業。年輕時曾創作漫畫，並以長髮造型參與反對於新潟建立核能電廠的抗議行動、並參與信濃川治水工程的設計；之後，他長期居住在新潟市西蒲區的卷甲地區。
藤井克之的藝術生涯始於1980年，大學專攻西洋油彩畫的他，首次接觸新潟縣魚沼市的大沢和紙，決定以日本水墨畫為主要題材，開始墨彩創作。他於1983年首次參加「日本中國水墨畫代表作家展」，並在之後的幾十年中多次巡迴展出。
1983年，藤井克之與久美子結婚，並於1984年生下女兒小百合，後再生下亞紀子。2016年，小百合罹患乳癌過世。
1993年，藤井克之獲得第十四屆日本水墨畫會展「張大千記念賞」、隔年獲得第13屆日本水墨畫展朝日新聞社賞。
藤井克之在2023年發現罹患白血病，後入院長期治療，並在2024年3月29日於新潟病逝。直到5月11日，家人才於官方網站宣佈病逝消息。

## 作品介紹
藤井克之的創作作品，主要依繪畫內容略分為三大類：分別為日本地區的風景畫、基督教題材作品、以及台灣的風景畫。這些作品不僅具美學，同時也是地域文化的珍貴記錄。並為推廣新潟在地商品，成為當地極具視覺特色土產。
藤井克之的日本風景畫主題，主要是新潟縣的自然及人物風土墨彩，包含了新潟山川、田野、農村以及他居住的生活風景。其長年間所累積的新潟地域風景，最終集結為「越後風景」系列。2023-2024年也受到山形縣的合作邀請，描繪了另一系列的「米沢風景」及「庄内風景」。
基督信仰也影響了的藝術創作，以作品為福音，將墨彩畫的技法融入這些作品中。透過溫暖而柔和的色彩，傳達出信仰的力量與對生命的反思。他的作品風格莊嚴且深邃，富有精神內涵，展現了他對生命的虔誠與對靈魂的探索。

### 台灣的風景畫
1999年，時值15歲的大女兒小百合罹患憂鬰症，並多次接受治療。2009年，小百合在台灣朋友的引介下，前往台灣旅行。在旅行後，小百合的憂鬰症有所好轉，並希望移居台灣。為說服父親同意，小百合多次邀請父親前往台灣。2016年，小百合罹患乳癌過世。以小百合過世為契機，藤井克之自2017年起多次造訪與描繪台灣；並於2018年首次在台灣舉辦畫展。從此台灣成為藤井克之藝術創作的重要靈感來源之一。2023年，藤井克之舉辦了以「描繪臺灣」為題的墨彩畫展。
藤井克之有關台灣的描繪，包含對台灣的自然風貌、市井古蹟、小百合生前在台的生活、以及自己與台灣人的互動。其生平啟發了侯季然拍攝《一個人的家族旅行》的劇本，其於2021年金馬創投會議獲得首獎。

## 著作
- 《藤井家‧次故鄉：一世父女情、一份懷念心、一段台灣行》 （格林文化，2020） ISBN 9789861899572